# Copa de la AFC 2007
La Copa de la AFC del 2007 fue la cuarta edición del segundo torneo de fútbol a nivel de clubes de Asia organizado por la AFC. Los campeones de Corea del Norte y Birmania no participaron en el torneo, Bangladés fue excluido del torneo y después relegado a la Copa Presidente de la AFC junto a Turkmenistán y por la afiliación de Australia a la AFC, Vietnam y Tailandia fueron relegados de la Liga de Campeones de la AFC.
El Shabab Al-Ordon de Jordania venció en la final al entonces bicampeón defensor Al-Faisaly, también de Jordania para ser el campeón por primera vez.

## Participantes por asociación
| Zona Oeste Asiático | Zona Oeste Asiático    | Zona Oeste Asiático  | Zona Oeste Asiático | Zona Oeste Asiático |
| Asociación          | Asociación             | AFC Champions League | AFC Cup             | AFC President's Cup |
| ------------------- | ---------------------- | -------------------- | ------------------- | ------------------- |
| 1                   | Arabia Saudíta         | 2                    |                     |                     |
| 2                   | Emiratos Árabes Unidos | 2                    |                     |                     |
| 3                   | Catar                  | 2                    |                     |                     |
| 4                   | Uzbekistán             | 2                    |                     |                     |
| 5                   | Irán                   | 2-1                  |                     |                     |
| 6                   | Irak                   | 2                    |                     |                     |
| 7                   | Kuwait                 | 2                    |                     |                     |
| 8                   | Siria                  | 2                    |                     |                     |
| 9                   | Jordania               |                      | 2+1                 |                     |
| 10                  | Líbano                 |                      | 2                   |                     |
| 11                  | Omán                   |                      | 2                   |                     |
| 12                  | Yemen                  |                      | 2                   |                     |
| 13                  | Turkmenistán           |                      | 2                   |                     |
| 14                  | Baréin                 |                      | 1                   |                     |
| 15                  | Bangladés              |                      | 0                   |                     |
| 16                  | Bután                  |                      |                     | 1                   |
| 17                  | Kirguistán             |                      |                     | 1                   |
| 18                  | Nepal                  |                      |                     | 1                   |
| 19                  | Pakistán               |                      |                     | 1                   |
| 20                  | Sri Lanka              |                      |                     | 1                   |
| 21                  | Tayikistán             |                      |                     | 1                   |
| 22                  | Afganistán             |                      |                     | 0                   |
| 23                  | Palestina              |                      |                     | 0                   |
| Total Participantes | Total Participantes    | 16-1                 | 12                  | 6                   |

- Un equipo de Irán fue descalificado por no registrar sus jugadores a tiempo
- Jordania tuvo un cupo extra en la Copa AFC debido a que tenían al campeón vigente
- Baréin tenía 2 cupos para la Copa AFC pero solo un equipo participó
- Bangladés tenía cupos para la Copa AFC pero desistió su participación
- Afganistán y Palestina eran elegibles para la Copa Presidente de la AFC pero desistieron su participación
- Bangladés y Bután geográficamente pertenece a la Zona Este

| Zona Este Asiático  | Zona Este Asiático  | Zona Este Asiático   | Zona Este Asiático | Zona Este Asiático  |
| Asociación          | Asociación          | AFC Champions League | AFC Cup            | AFC President's Cup |
| ------------------- | ------------------- | -------------------- | ------------------ | ------------------- |
| 1                   | República de Corea  | 2+1                  |                    |                     |
| 2                   | Japón               | 2                    |                    |                     |
| 3                   | China               | 2                    |                    |                     |
| 4                   | Australia           | 2                    |                    |                     |
| 5                   | Indonesia           | 2                    |                    |                     |
| 6                   | Tailandia           | 1                    | 1                  |                     |
| 7                   | Vietnam             | 1                    | 1                  |                     |
| 8                   | India               |                      | 2                  |                     |
| 9                   | Singapur            |                      | 2                  |                     |
| 10                  | Hong Kong           |                      | 2                  |                     |
| 11                  | Malasia             |                      | 2                  |                     |
| 12                  | Maldivas            |                      | 2                  |                     |
| 13                  | Camboya             |                      |                    | 1                   |
| 14                  | Taiwán              |                      |                    | 1                   |
| 15                  | Birmania            |                      |                    | 0                   |
| 16                  | Brunéi Darussalam   |                      |                    | 0                   |
| 17                  | Filipinas           |                      |                    | 0                   |
| 18                  | Guam                |                      |                    | 0                   |
| 19                  | Laos                |                      |                    | 0                   |
| 20                  | Macao               |                      |                    | 0                   |
| 21                  | Mongolia            |                      |                    | 0                   |
| 22                  | RPD Corea           |                      |                    | 0                   |
| 23                  | Timor Oriental      |                      |                    | 0                   |
| Total Participantes | Total Participantes | 12+1                 | 12                 | 2                   |

- República de Corea tuvo un cupo extra en la Liga de Campeones de la AFC debido a que tenían al campeón vigente
- Australia se convirtió en nuevo miembro de la AFC y recibió dos cupos para la Liga de Campeones de la AFC
- Un cupo de Tailandia y otro de Vietnam de la Liga de Campeones de la AFC fuero trasladados a la Copa AFC debido a la inclusión de Australia
- Birmania, Brunéi Darussalam, Filipinas, Guam, Laos, Macao, Mongolia RPD Corea y Timor Oriental eran elegibles para la Copa Presidente de la AFC pero desistieron su participación
- India y Maldivas geográficamente pertenece a la Zona Oeste

## Clasificados
| Asia Occidental  | |
| Baréin (1)       | Al-Muharraq (Campeón de la Bahraini Premier League 2005/06) |
| Jordania (3)     | Shabab Al-Ordon (Campeón de la Jordan League & la Jordan FA Cup 2005/06) Al-Faisaly (Campeón defensor & Subcampeón de la Jordan League 2005/06) Al-Wahdat (3° lugar de la Jordan League 2005/06) |
| Líbano (2)       | Al Ansar (Campeón de la Lebanese Premier League & la Lebanese FA Cup 2005/06) Al-Nejmeh (Subcampeón de la Lebanese Premier League 2005/06)                                                       |
| Omán (2)         | Muscat (Campeón de la Omani League 2005/06) Dhofar (Ganador de la Sultan Qaboos Cup 2005/06) |
| Yemen (2)        | Al-Saqr Ta'izz (Campeón de la Yemeni League 2006) Al-Hilal (Ganador de la Yemeni President Cup 2005)                                                                                             |
| Asia Central     | |
| Turkmenistán (2) | HTTU Aşgabat (Campeón de la Turkmenistan League & la Turkmenistan Cup 2006) Nebitçi Balkanabat (Subcampeón de la Turkmenistan League 2006)                                                       |
| Asia Oriental    | |
| Hong Kong (2)    | Happy Valley (Campeón de la Hong Kong First Division League 2005/06) Sun Hei SC (Ganador de la Hong Kong FA Cup 2006)                                                                            |
| Asia Meridional  | |
| India (2)        | Mahindra United (Campeón de la Indian National Football League 2005/06) Mohun Bagan AC (Ganador de la Indian Federation Cup 2006)                                                                |
| Maldivas (2)     | New Radiant (Campeón de la Dhivehi League & la Maldives FA Cup 2006) Victory SC (Subcampeón de la Dhivehi League 2006)                                                                           |
| ASEAN            | |
| Malasia (2)      | Negeri Sembilan FA (Campeón de la Super League Malaysia 2005/06) Pahang FA (Ganador de la Malaysia FA Cup 2006)                                                                                  |
| Singapur (2)     | Singapore Armed Forces FC (Campeón de la S.League 2006) Tampines Rovers FC (Ganador de la Singapore Cup 2006)                                                                                    |
| Tailandia (1)    | Osotsapa FC (Subcampeón de la Thailand Premier League 2006) |
| Vietnam (1)      | Hoa Phat Hanoi (Ganador de la Vietnamese Cup 2006) |

## Fase de grupos
Colores en los Grupos:
- Verde: Ganadores de Grupo y los mejores segundos lugares avanzaron a la siguiente ronda.

### Group A
| Pos. | Equipo          | Pts. | PJ | G | E | P | GF | GC | Dif. | Clasificación    |
| ---- | --------------- | ---- | -- | - | - | - | -- | -- | ---- | ---------------- |
| 1    | Al-Nejmeh       | 15   | 6  | 5 | 0 | 1 | 8  | 5  | +3   | Cuartos de final |
| 2    | Shabab Al-Ordon | 13   | 6  | 4 | 1 | 1 | 8  | 3  | +5   | Cuartos de final |
| 3    | Muscat          | 4    | 6  | 1 | 1 | 4 | 4  | 6  | −2   |                  |
| 4    | Al-Saqr Ta'izz  | 2    | 6  | 0 | 2 | 4 | 5  | 11 | −6   |                  |

 Fuente: 
| 6 de marzo de 2007 | Shabab Al-Ordon             | 2–0     | Al-Saqr | King Abdullah Stadium, Amán, Jordania                      |                                                            |
|                    | Mohammad 39' · Omaier 90+2' | Reporte |         | Asistencia: 300 espectadores Árbitro(s): Abdulrahman Abdou | Asistencia: 300 espectadores Árbitro(s): Abdulrahman Abdou |

| 6 de marzo de 2007 | Al-Nejmeh | 1–0     | Muscat | Sports City, Beirut, Líbano                            |                                                        |
|                    | Atwi 18'  | Reporte |        | Asistencia: 500 espectadores Árbitro(s): Ali Al Mutlaq | Asistencia: 500 espectadores Árbitro(s): Ali Al Mutlaq |

| 20 de marzo de 2007 | Al-Saqr     | 1–2     | Al-Nejmeh | Al Thawra Sports City, Sana'a, Yemen                         |                                                              |
|                     | Al-Omqi 61' | Reporte |           | Asistencia: 5.000 espectadores Árbitro(s): Abdulrahman Recho | Asistencia: 5.000 espectadores Árbitro(s): Abdulrahman Recho |

| 20 de marzo de 2007 | Muscat | 0–1     | Shabab Al-Ordon | Sultan Qaboos Sports Complex, Muscat, Omán                 |                                                            |
|                     |        | Reporte | Adi 50'         | Asistencia: 109 espectadores Árbitro(s): Mohamed Al Saeedi | Asistencia: 109 espectadores Árbitro(s): Mohamed Al Saeedi |

| 10 de abril de 2007 | Al-Saqr              | 2–2     | Muscat                        | Al Thawra Sports City, Sana'a, Yemen                         |                                                              |
|                     | Saeed 6' · Mousa 54' | Reporte | Al-Maawali 4' · Al-Fazari 69' | Asistencia: 6,000 espectadores Árbitro(s): Kadhum Auda Lazim | Asistencia: 6,000 espectadores Árbitro(s): Kadhum Auda Lazim |

| 10 de abril de 2007 | Shabab Al-Ordon             | 2–0     | Al-Nejmeh | King Abdullah Stadium, Amán, Jordania                      |                                                            |
|                     | Abu Touk 18' · Al-Saify 19' | Reporte |           | Asistencia: 1.000 espectadores Árbitro(s): Hedayat Mombini | Asistencia: 1.000 espectadores Árbitro(s): Hedayat Mombini |

| 24 de abril de 2007 | Al-Nejmeh                       | 2–1     | Shabab Al-Ordon | Sports City, Beirut, Líbano                               |                                                           |
|                     | Mohamad 51' · Evandro Ramos 86' | Reporte | Adi 77'         | Asistencia: 3.000 espectadores Árbitro(s): Dilovar Orzuev | Asistencia: 3.000 espectadores Árbitro(s): Dilovar Orzuev |

| 24 de abril de 2007 | Muscat                         | 2–0     | Al-Saqr | Sultan Qaboos Sports Complex, Muscat, Omán             |                                                        |
|                     | Al-Lawati 18' · Al-Maawali 89' | Reporte |         | Asistencia: 200 espectadores Árbitro(s): Rustam Saidov | Asistencia: 200 espectadores Árbitro(s): Rustam Saidov |

| 8 de mayo de 2007 | Al-Saqr     | 1–1     | Shabab Al-Ordon | Al Thawra Sports City, Sana'a, Yemen                    |                                                         |
|                   | Al-Mang 38' | Reporte | Al-Bzour 10'    | Asistencia: 2.500 espectadores Árbitro(s): Huang Junjie | Asistencia: 2.500 espectadores Árbitro(s): Huang Junjie |

| 8 de mayo de 2007 | Muscat | 0–1     | Al-Nejmeh   | Sultan Qaboos Sports Complex, Muscat, Omán              |                                                         |
|                   |        | Reporte | Ghaddar 74' | Asistencia: 150 espectadores Árbitro(s): Saad Al Fadhli | Asistencia: 150 espectadores Árbitro(s): Saad Al Fadhli |

| 22 de mayo de 2007 | Shabab Al-Ordon | 1–0     | Muscat | King Abdullah Stadium, Amán, Jordania                    |                                                          |
|                    | Al-Saify 73'    | Reporte |        | Asistencia: 100 espectadores Árbitro(s): Chaiwat Kunsuta | Asistencia: 100 espectadores Árbitro(s): Chaiwat Kunsuta |

| 22 de mayo de 2007 | Al-Nejmeh              | 2–1     | Al-Saqr       | Sports City, Beirut, Líbano     |                                 |
|                    | Atwi 13' · Ghaddar 76' | Reporte | Al-Aroomi 87' | Árbitro(s): Kadyrbek Chynybekov | Árbitro(s): Kadyrbek Chynybekov |

### Grupo B
| Pos. | Equipo       | Pts. | PJ | G | E | P | GF | GC | Dif. | Clasificación    |
| ---- | ------------ | ---- | -- | - | - | - | -- | -- | ---- | ---------------- |
| 1    | Al-Wehdat SC | 14   | 6  | 4 | 2 | 0 | 16 | 8  | +8   | Cuartos de final |
| 2    | Al-Muharraq  | 11   | 6  | 3 | 2 | 1 | 10 | 7  | +3   |                  |
| 3    | HTTU Aşgabat | 6    | 6  | 2 | 0 | 4 | 10 | 12 | −2   |                  |
| 4    | Al-Hilal     | 2    | 6  | 0 | 2 | 4 | 6  | 15 | −9   |                  |

 Fuente: 
| 6 de marzo de 2007 | Al-Hilal                             | 3–3     | Al-Wahdat                                       | Al Thawra Sports City, Sana'a, Yemen                      |                                                           |
|                    | Al-Dhaheri 55' 69' · Al-Shenri 90+1' | Reporte | Al-Sabah 39' · Abdul-Haleem 49' · Shelbaieh 78' | Asistencia: 4,500 espectadores Árbitro(s): Rosdi Shaharul | Asistencia: 4,500 espectadores Árbitro(s): Rosdi Shaharul |

| 6 de marzo de 2007 | Al-Muharraq                            | 3–1     | HTTU Aşgabat | Bahrain National Stadium, Manama, Baréin                     |                                                              |
|                    | Leandson 20' · Omar 45+1' · Alzain 57' | Reporte | Arazow 13'   | Asistencia: 1,000 espectadores Árbitro(s): Abdulrahman Recho | Asistencia: 1,000 espectadores Árbitro(s): Abdulrahman Recho |

| 20 de marzo de 2007 | HTTU Aşgabat                      | 3–1     | Al-Hilal      | Olympic Stadium, Asjabad, Turkmenistán                 |                                                        |
|                     | Samyradow 44' · Karadanov 63' 82' | Reporte | Al-Shehri 11' | Asistencia: 300 espectadores Árbitro(s): Rustam Saidov | Asistencia: 300 espectadores Árbitro(s): Rustam Saidov |

| 20 de marzo de 2007 | Al-Wahdat  | 1–1     | Al-Muharraq   | King Abdullah Stadium, Amán, Jordania                      |                                                            |
|                     | Ragheb 66' | Reporte | Al-Dakeel 45' | Asistencia: 6,000 espectadores Árbitro(s): Mohamad Mansour | Asistencia: 6,000 espectadores Árbitro(s): Mohamad Mansour |

| 10 de abril de 2007 | HTTU Aşgabat  | 1–2     | Al-Wahdat                            | Olympic Stadium, Asjabad, Turkmenistán                    |                                                           |
|                     | Garadanow 76' | Reporte | Fattah 30' · Abdul-Haleem 66' (pen.) | Asistencia: 1,000 espectadores Árbitro(s): Subrata Sarkar | Asistencia: 1,000 espectadores Árbitro(s): Subrata Sarkar |

| 10 de abril de 2007 | Al-Muharraq        | 2–1     | Al-Hilal  | Bahrain National Stadium, Manama, Baréin                            |                                                                     |
|                     | Abdulrahman 5' 66' | Reporte | Salem 31' | Asistencia: 2,000 espectadores Árbitro(s): Abdul Malik Abdul Bashir | Asistencia: 2,000 espectadores Árbitro(s): Abdul Malik Abdul Bashir |

| 24 de abril de 2007 | Al-Hilal  | 1–1     | Al-Muharraq  | Al Thawra Sports City, Saná, Yemen                     |                                                        |
|                     | Ghazi 52' | Reporte | Leandson 23' | Asistencia: 3000 espectadores Árbitro(s): Mohsen Torky | Asistencia: 3000 espectadores Árbitro(s): Mohsen Torky |

| 24 de abril de 2007 | Al-Wahdat                                   | 4–2     | HTTU Aşgabat      | King Abdullah Stadium, Amán, Jordania                        |                                                              |
|                     | Ragheb 29' · Fattah 54' 68' · Shelbaieh 71' | Reporte | Samyradow 23' 40' | Asistencia: 7,000 espectadores Árbitro(s): Abdulrahman Abdou | Asistencia: 7,000 espectadores Árbitro(s): Abdulrahman Abdou |

| 8 de mayo de 2007 | Al-Wahdat                                    | 4–0     | Al-Hilal | King Abdullah Stadium, Amán, Jordania                             |                                                                   |
|                   | Fat'hi 17' · Deeb 67' · Ragheb 73' · Ali 85' | Reporte |          | Asistencia: 5,000 espectadores Árbitro(s): Mohamed Omar Al Saeedi | Asistencia: 5,000 espectadores Árbitro(s): Mohamed Omar Al Saeedi |

| 8 de mayo de 2007 | HTTU Aşgabat | 1–2     | Al-Muharraq                | Olympic Stadium, Asjabad, Turkmenistán                 |                                                        |
|                   | Arazow 9'    | Reporte | Al-Dakeel 36' · Alzain 66' | Asistencia: 200 espectadores Árbitro(s): Yang Zhiqiang | Asistencia: 200 espectadores Árbitro(s): Yang Zhiqiang |

| 22 de mayo de 2007 | Al-Muharraq   | 1–2 | Al-Wahdat                  | Bahrain National Stadium, Manama, Baréin                          |                                                                   |
|                    | Al-Dakeel 79' | [http://www.afc-link.com/cgi-perl/topdf.pl?filename=http://www.afc-link.com/UI/MatchSummary/index2.php?GameID=1809 (enlace roto disponible en Internet Archive; véase el historial, la primera versión y la última). Reporte] | Shelbaieh 51' · Ragheb 72' | Asistencia: 2,000 espectadores Árbitro(s): Atallah Jatli Al-Enezi | Asistencia: 2,000 espectadores Árbitro(s): Atallah Jatli Al-Enezi |

| 22 de mayo de 2007 | Al-Hilal | 0–2 | HTTU Aşgabat                | Al Thawra Sports City, Saná, Yemen                    |                                                       |
|                    |          | [http://www.afc-link.com/cgi-perl/topdf.pl?filename=http://www.afc-link.com/UI/MatchSummary/index2.php?GameID=1810 (enlace roto disponible en Internet Archive; véase el historial, la primera versión y la última). Reporte] | Garadanow 3' · Bayramow 58' | Asistencia: 3,000 espectadores Árbitro(s): Ali Saleem | Asistencia: 3,000 espectadores Árbitro(s): Ali Saleem |

### Grupo C
| Pos. | Equipo             | Pts. | PJ | G | E | P | GF | GC | Dif. | Clasificación    |
| ---- | ------------------ | ---- | -- | - | - | - | -- | -- | ---- | ---------------- |
| 1    | Al-Faisaly         | 11   | 6  | 3 | 2 | 1 | 7  | 3  | +4   | Cuartos de final |
| 2    | Dhofar             | 10   | 6  | 3 | 1 | 2 | 4  | 5  | −1   |                  |
| 3    | Al Ansar           | 9    | 6  | 2 | 3 | 1 | 8  | 5  | +3   |                  |
| 4    | Nebitçi Balkanabat | 2    | 6  | 0 | 2 | 4 | 2  | 8  | −6   |                  |

 Fuente: 
| 6 de marzo de 2007 | Dhofar | 0–0     | Al-Ansar | Sultan Qaboos Sports Complex, Muscat, Omán           |                                                      |
|                    |        | Reporte |          | Asistencia: 400 espectadores Árbitro(s): Jasim Karim | Asistencia: 400 espectadores Árbitro(s): Jasim Karim |

| 6 de marzo de 2007 | Nebitçi Balkanabat | 0–0     | Al-Faisaly | Nisa Stadium, Asjabad, Turkmenistán                             |                                                                 |
|                    |                    | Reporte |            | Asistencia: 100 espectadores Árbitro(s): Atallah Jatli Al-Enezi | Asistencia: 100 espectadores Árbitro(s): Atallah Jatli Al-Enezi |

| 20 de marzo de 2007 | Al-Ansar                          | 3–1     | Nebitçi Balkanabat | Sports City, Beirut, Líbano                              |                                                          |
|                     | Ghoson 3' · Sadir 45' · Basma 71' | Reporte | Guljagasov 80'     | Asistencia: 2,500 espectadores Árbitro(s): Masoud Moradi | Asistencia: 2,500 espectadores Árbitro(s): Masoud Moradi |

| 20 de marzo de 2007 | Al-Faisaly                    | 2–1     | Dhofar    | Estadio Internacional de Amán, Amán, Jordania               |                                                             |
|                     | Al-Maharmeh 28' · Shawish 58' | Reporte | Salah 53' | Asistencia: 2,000 espectadores Árbitro(s): Abdullah Balideh | Asistencia: 2,000 espectadores Árbitro(s): Abdullah Balideh |

| 10 de abril de 2007 | Al-Ansar | 0–2     | Al-Faisaly            | Sports City, Beirut, Líbano                                                |                                                                            |
|                     |          | Reporte | Salim 14' · Hijah 66' | Asistencia: 3,500 espectadores Árbitro(s): Fareed Ali Mohammad Al-Marzouqi | Asistencia: 3,500 espectadores Árbitro(s): Fareed Ali Mohammad Al-Marzouqi |

| 10 de abril de 2007 | Dhofar   | 1–0     | Nebitçi Balkanabat | Sultan Qaboos Sports Complex, Muscat, Omán              |                                                         |
|                     | Dine 39' | Reporte |                    | Asistencia: 200 espectadores Árbitro(s): Satop Tongkhan | Asistencia: 200 espectadores Árbitro(s): Satop Tongkhan |

| 24 de abril de 2007 | Nebitçi Balkanabat | 0–1     | Dhofar       | Olympic Stadium, Asjabad, Turkmenistán                  |                                                         |
|                     |                    | Reporte | Al-Noobi 81' | Asistencia: 200 espectadores Árbitro(s): Subrata Sarkar | Asistencia: 200 espectadores Árbitro(s): Subrata Sarkar |

| 24 de abril de 2007 | Al-Faisaly      | 1–1     | Al-Ansar   | Prince Mohammed Stadium, Zarqa, Jordania                    |                                                             |
|                     | Al-Maharmeh 90' | Reporte | Ghoson 36' | Asistencia: 2,000 espectadores Árbitro(s): Ram Krishna Gosh | Asistencia: 2,000 espectadores Árbitro(s): Ram Krishna Gosh |

| 8 de mayo de 2007 | Al-Ansar                                | 3–0     | Dhofar | Sports City, Beirut, Líbano                                  |                                                              |
|                   | Hassoun 10' · Ghoson 44' · Al Jamal 79' | Reporte |        | Asistencia: 2,100 espectadores Árbitro(s): Kadhum Auda Lazim | Asistencia: 2,100 espectadores Árbitro(s): Kadhum Auda Lazim |

| 8 de mayo de 2007 | Al-Faisaly                | 2–0     | Nebitçi Balkanabat | Prince Mohammed Stadium, Zarqa, Jordania                      |                                                               |
|                   | Al-Shboul 48' · Hijah 88' | Reporte |                    | Asistencia: 300 espectadores Árbitro(s): Ali Hamad Al-Badwawi | Asistencia: 300 espectadores Árbitro(s): Ali Hamad Al-Badwawi |

| 22 de mayo de 2007 | Nebitçi Balkanabat | 1–1     | Al-Ansar  | Olympic Stadium, Asjabad, Turkmenistán                 |                                                        |
|                    | Begjanov 82'       | Reporte | Abbas 50' | Asistencia: 150 espectadores Árbitro(s): Rustam Saidov | Asistencia: 150 espectadores Árbitro(s): Rustam Saidov |

| 22 de mayo de 2007 | Dhofar    | 1–0     | Al-Faisaly | Sultan Qaboos Sports Complex, Mascate, Omán           |                                                       |
|                    | Fahad 11' | Reporte |            | Asistencia: 400 espectadores Árbitro(s): Muhsen Basma | Asistencia: 400 espectadores Árbitro(s): Muhsen Basma |

### Grupo D
| Pos. | Equipo             | Pts. | PJ | G | E | P | GF | GC | Dif. | Clasificación    |
| ---- | ------------------ | ---- | -- | - | - | - | -- | -- | ---- | ---------------- |
| 1    | Sun Hei SC         | 15   | 6  | 5 | 0 | 1 | 15 | 6  | +9   | Cuartos de final |
| 2    | Negeri Sembilan FA | 7    | 6  | 1 | 4 | 1 | 4  | 5  | −1   |                  |
| 3    | Victory SC         | 6    | 6  | 1 | 3 | 2 | 7  | 9  | −2   |                  |
| 4    | Hoa Phat Hanoi     | 3    | 6  | 0 | 3 | 3 | 7  | 13 | −6   |                  |

 Fuente: 
| 6 de marzo de 2007 | Sun Hei SC            | 2–0     | Victory SC | Mong Kok Stadium, Hong Kong                                 |                                                             |
|                    | Victor 17' · Ezeh 49' | Reporte |            | Asistencia: 369 espectadores Árbitro(s): Kazuhiko Matsumura | Asistencia: 369 espectadores Árbitro(s): Kazuhiko Matsumura |

| 6 de marzo de 2007 | Negeri Sembilan FA | 0–0     | Hoa Phat Hanoi | Tuanku Abdul Rahman Stadium, Seremban, Malasia               |                                                              |
|                    |                    | Reporte |                | Asistencia: 1,500 espectadores Árbitro(s): Mukhtar Al Yarimi | Asistencia: 1,500 espectadores Árbitro(s): Mukhtar Al Yarimi |

| 20 de marzo de 2007 | Victory SC         | 2–2     | Negeri Sembilan FA | National Stadium, Malé, Maldivas                          |                                                           |
|                     | Ali 7' · Baree 22' | Reporte | Freddy 17' 90+4'   | Asistencia: 8,000 espectadores Árbitro(s): Subrata Sarkar | Asistencia: 8,000 espectadores Árbitro(s): Subrata Sarkar |

| 20 de marzo de 2007 | Hoa Phat Hanoi | 1–2     | Sun Hei SC                        | Hàng Đẫy Stadium, Hanoi, Vietnam                   |                                                    |
|                     | Thanh 58'      | Reporte | João Miguel 24' · Lo Chi Kwan 60' | Asistencia: 1,500 espectadores Árbitro(s): Cho Win | Asistencia: 1,500 espectadores Árbitro(s): Cho Win |

| 10 de abril de 2007 | Victory SC                           | 2–2     | Hoa Phat Hanoi                             | National Stadium, Malé, Maldivas                         |                                                          |
|                     | Shiyam 73' · Pham Hai Nam 90' (a.g.) | Reporte | Juselio da Silva 14' · Willians Santos 77' | Asistencia: 6,000 espectadores Árbitro(s): Salem Mujghef | Asistencia: 6,000 espectadores Árbitro(s): Salem Mujghef |

| 10 de abril de 2007 | Sun Hei SC    | 2–0     | Negeri Sembilan FA | Mong Kok Stadium, Hong Kong                                     |                                                                 |
|                     | Victor 6' 69' | Reporte |                    | Asistencia: 200 espectadores Árbitro(s): Atallah Jatli Al-Enezi | Asistencia: 200 espectadores Árbitro(s): Atallah Jatli Al-Enezi |

| 24 de abril de 2007 | Negeri Sembilan FA | 1–0 | Sun Hei SC | Tuanku Abdul Rahman Stadium, Seremban, Malasia                  |                                                                 |
|                     | Freddy 88'         | [http://www.afc-link.com/cgi-perl/topdf.pl?filename=http://www.afc-link.com/UI/MatchSummary/index2.php?GameID=1829 (enlace roto disponible en Internet Archive; véase el historial, la primera versión y la última). Reporte] |            | Asistencia: 1,100 espectadores Árbitro(s): Ali Hamad Al-Badwawi | Asistencia: 1,100 espectadores Árbitro(s): Ali Hamad Al-Badwawi |

| 24 de abril de 2007 | Hoa Phat Hanoi | 0–2     | Victory SC  | Hàng Đẫy Stadium, Hanói, Vietnam                 |                                                  |
|                     |                | Reporte | Ali 37' 81' | Asistencia: 500 espectadores Árbitro(s): Tan Hai | Asistencia: 500 espectadores Árbitro(s): Tan Hai |

| 8 de mayo de 2007 | Hoa Phat Hanoi | 0–0 | Negeri Sembilan FA | Hàng Đẫy Stadium, Hanói, Vietnam                            |                                                             |
|                   |                | [http://www.afc-link.com/cgi-perl/topdf.pl?filename=http://www.afc-link.com/UI/MatchSummary/index2.php?GameID=1832 (enlace roto disponible en Internet Archive; véase el historial, la primera versión y la última). Reporte] |                    | Asistencia: 3,000 espectadores Árbitro(s): Ram Krishna Gosh | Asistencia: 3,000 espectadores Árbitro(s): Ram Krishna Gosh |

| 9 de mayo de 2007 | Victory SC | 0–2     | Sun Hei SC          | National Stadium, Malé, Maldivas                        |                                                         |
| |            | Reporte | Ezeh 14' · Lico 33' | Asistencia: 4,000 espectadores Árbitro(s): Ben Williams | Asistencia: 4,000 espectadores Árbitro(s): Ben Williams |
| El apartido fue reprogramado para el 9 de mayoluego de que los árbitros asistentes provenientes de Indonesia no pudieron llegar a Maldivas debido a que su vuelo se retrasó. |            |         |                     |                                                         |                                                         |

| 22 de mayo de 2007 | Negeri Sembilan FA | 1–1 | Victory SC  | Tuanku Abdul Rahman Stadium, Seremban, Malasia           |                                                          |
|                    | Mohd 45'           | [http://www.afc-link.com/cgi-perl/topdf.pl?filename=http://www.afc-link.com/UI/MatchSummary/index2.php?GameID=1834 (enlace roto disponible en Internet Archive; véase el historial, la primera versión y la última). Reporte] | Shaffaz 22' | Asistencia: 600 espectadores Árbitro(s): Mohamad Mansour | Asistencia: 600 espectadores Árbitro(s): Mohamad Mansour |

| 22 de mayo de 2007 | Sun Hei SC                                           | 7–4     | Hoa Phat Hanoi                                                                                | Mong Kok Stadium, Hong Kong                             |                                                         |
|                    | Lico 5' 61' 73' · Ezeh 15' 65' · Chu Siu Kei 25' 41' | Reporte | Cao Sy Cuong 10' (pen.) · Nguyen Ngoc Tu 33' · Vu Hong Viet 54' (pen.) · Nguyen Anh Cuong 75' | Asistencia: 208 espectadores Árbitro(s): Satop Tongkhan | Asistencia: 208 espectadores Árbitro(s): Satop Tongkhan |

### Grupo E
| Pos. | Equipo          | Pts. | PJ | G | E | P | GF | GC | Dif. | Clasificación    |
| ---- | --------------- | ---- | -- | - | - | - | -- | -- | ---- | ---------------- |
| 1    | SAF             | 15   | 6  | 5 | 0 | 1 | 13 | 7  | +6   | Cuartos de final |
| 2    | Mahindra United | 12   | 6  | 4 | 0 | 2 | 9  | 4  | +5   | Cuartos de final |
| 3    | Happy Valley    | 9    | 6  | 3 | 0 | 3 | 9  | 11 | −2   |                  |
| 4    | New Radiant     | 0    | 6  | 0 | 0 | 6 | 4  | 13 | −9   |                  |

 Fuente: 
| 6 de marzo de 2007 | SAF | 0–2     | Mahindra United                 | Choa Chu Kang Stadium, Singapur                             |                                                             |
|                    |     | Reporte | Yakubu 36' (pen.) · Pomeyie 83' | Asistencia: 2,288 espectadores Árbitro(s): Abdullah Balideh | Asistencia: 2,288 espectadores Árbitro(s): Abdullah Balideh |

| 6 de marzo de 2007 | New Radiant | 0–2     | Happy Valley                 | National Stadium, Malé, Maldivas                               |                                                                |
|                    |             | Reporte | Guy 12' · Poon Yiu Cheuk 81' | Asistencia: 7,000 espectadores Árbitro(s): Kadyrbek Chynybekov | Asistencia: 7,000 espectadores Árbitro(s): Kadyrbek Chynybekov |

| 20 de marzo de 2007 | Mahindra United | 1–0     | New Radiant | Pandit Jawahar Lal Nehru Stadium, Goa, India                             |                                                                          |
|                     | Yakubu 90+4'    | Reporte |             | Asistencia: 3,000 espectadores Árbitro(s): Mahmood Mohd Juma Al Ghatrifi | Asistencia: 3,000 espectadores Árbitro(s): Mahmood Mohd Juma Al Ghatrifi |

| 20 de marzo de 2007 | Happy Valley     | 1–4 | SAF                                  | Mong Kok Stadium, Hong Kong                               |                                                           |
|                     | Lee Sze Ming 22' | [http://www.afc-link.com/cgi-perl/topdf.pl?filename=http://www.afc-link.com/UI/MatchSummary/index2.php?GameID=1838 (enlace roto disponible en Internet Archive; véase el historial, la primera versión y la última). Reporte] | Chaiman 7' · Ali 61' · Duric 79' 89' | Asistencia: 391 espectadores Árbitro(s): Ram Krishna Gosh | Asistencia: 391 espectadores Árbitro(s): Ram Krishna Gosh |

| 10 de abril de 2007 | Mahindra United                 | vs.     | Happy Valley | Pandit Jawahar Lal Nehru Stadium, Goa, India                 |                                                              |
|                     | Venkatesh 40' · Pomeyie 73' 77' | Reporte | Guy 54'      | Asistencia: 2,000 espectadores Árbitro(s): Abdulrahman Recho | Asistencia: 2,000 espectadores Árbitro(s): Abdulrahman Recho |

| 10 de abril de 2007 | SAF                         | 3–1     | New Radiant | Choa Chu Kang Stadium, Singapur                         |                                                         |
|                     | Duric 10' · Shariff 68' 84' | Reporte | Kasirye 72' | Asistencia: 2,309 espectadores Árbitro(s): Kim Dong-jin | Asistencia: 2,309 espectadores Árbitro(s): Kim Dong-jin |

| 24 de abril de 2007 | New Radiant             | 2–3     | SAF                               | National Stadium, Malé, Maldivas                   |                                                    |
|                     | Ibrahim 9' · Ashfaq 71' | Reporte | Manzur 33' · Arai 38' · Duric 65' | Asistencia: 3,000 espectadores Árbitro(s): Cho Win | Asistencia: 3,000 espectadores Árbitro(s): Cho Win |

| 24 de abril de 2007 | Happy Valley          | 2–1 | Mahindra United | Mong Kok Stadium, Hong Kong                             |                                                         |
|                     | Law Chun Bong 21' 23' | [http://www.afc-link.com/cgi-perl/topdf.pl?filename=http://www.afc-link.com/UI/MatchSummary/index2.php?GameID=1842 (enlace roto disponible en Internet Archive; véase el historial, la primera versión y la última). Reporte] | Yakubu 68'      | Asistencia: 100 espectadores Árbitro(s): Rosdi Shaharul | Asistencia: 100 espectadores Árbitro(s): Rosdi Shaharul |

| 8 de mayo de 2007 | Mahindra United | 0–1                | SAF        | Pandit Jawahar Lal Nehru Stadium, Goa, India           |                                                        |
|                   |                 | [(Report) Reporte] | Chaiman 7' | Asistencia: 500 espectadores Árbitro(s): Salem Mujghef | Asistencia: 500 espectadores Árbitro(s): Salem Mujghef |

| 8 de mayo de 2007 | Happy Valley           | 2–1     | New Radiant     | Mong Kok Stadium, Hong Kong                                            |                                                                        |
|                   | Monteiro 19' · Guy 63' | Reporte | Gani 87' (pen.) | Asistencia: 400 espectadores Árbitro(s): Mahmood Mohd Juma Al Ghatrifi | Asistencia: 400 espectadores Árbitro(s): Mahmood Mohd Juma Al Ghatrifi |

| 22 de mayo de 2007 | SAF             | 2–1     | Happy Valley | Choa Chu Kang Stadium, Singapur                        |                                                        |
|                    | Shariff 62' 81' | Reporte | Monteiro 2'  | Asistencia: 2,326 espectadores Árbitro(s): Mark Shield | Asistencia: 2,326 espectadores Árbitro(s): Mark Shield |

| 22 de mayo de 2007 | New Radiant | 0–2     | Mahindra United             | National Stadium, Malé, Maldivas                                |                                                                 |
|                    |             | Reporte | Madambillath 16' · Dias 63' | Asistencia: 2,500 espectadores Árbitro(s): Ala Abdul Kadir Nema | Asistencia: 2,500 espectadores Árbitro(s): Ala Abdul Kadir Nema |

### Grupo F
| Pos. | Equipo             | Pts. | PJ | G | E | P | GF | GC | Dif. | Clasificación    |
| ---- | ------------------ | ---- | -- | - | - | - | -- | -- | ---- | ---------------- |
| 1    | Tampines Rovers FC | 13   | 6  | 4 | 1 | 1 | 10 | 5  | +5   | Cuartos de final |
| 2    | Mohun Bagan AC     | 11   | 6  | 3 | 2 | 1 | 5  | 3  | +2   |                  |
| 3    | Osotsapa FC        | 10   | 6  | 3 | 1 | 2 | 12 | 3  | +9   |                  |
| 4    | Pahang FA          | 0    | 6  | 0 | 0 | 6 | 2  | 18 | −16  |                  |

 Fuente: 
| 6 de marzo de 2007 | Osotsapa FC                                              | 4–0     | Pahang FA | Royal Thai Army Stadium, Bangkok, Tailandia           |                                                       |
|                    | Jaihan 15' · Khookaew 54' · Kemden 70' · Puanakunmee 78' | Reporte |           | Asistencia: 150 espectadores Árbitro(s): Mohsen Torky | Asistencia: 150 espectadores Árbitro(s): Mohsen Torky |

| 6 de marzo de 2007 | Mohun Bagan AC | 0–0 | Tampines Rovers FC | Salt Lake Stadium, Kolkata, India                       |                                                         |
|                    |                | [http://www.afc-link.com/cgi-perl/topdf.pl?filename=http://www.afc-link.com/UI/MatchSummary/index2.php?GameID=1848 (enlace roto disponible en Internet Archive; véase el historial, la primera versión y la última). Reporte] |                    | Asistencia: 20,000 espectadores Árbitro(s): Vo Minh Tri | Asistencia: 20,000 espectadores Árbitro(s): Vo Minh Tri |

| 20 de marzo de 2007 | Pahang FA     | 1–2 | Mohun Bagan AC           | Darulmakmur Stadium, Kuantan, Malasia                        |                                                              |
|                     | El Janaby 61' | [http://www.afc-link.com/cgi-perl/topdf.pl?filename=http://www.afc-link.com/UI/MatchSummary/index2.php?GameID=1849 (enlace roto disponible en Internet Archive; véase el historial, la primera versión y la última). Reporte] | Pachuau 30' · Bhutia 74' | Asistencia: 1,000 espectadores Árbitro(s): Kadhum Auda Lazim | Asistencia: 1,000 espectadores Árbitro(s): Kadhum Auda Lazim |

| 20 de marzo de 2007 | Tampines Rovers FC               | 2–1                | Osotsapa FC   | Tampines Stadium, Singapur                                                |                                                                           |
|                     | Peres de Oliveira 25' · Shah 79' | [(Report) Reporte] | Wangsawat 76' | Asistencia: 2,668 espectadores Árbitro(s): Fareed Ali Mohamed Al Marzouqi | Asistencia: 2,668 espectadores Árbitro(s): Fareed Ali Mohamed Al Marzouqi |

| 10 de abril de 2007 | Pahang FA     | 1–4 | Tampines Rovers FC                                     | MPPJ Stadium, Petaling Jaya, Malasia                  |                                                       |
|                     | Rodiarjat 80' | [http://www.afc-link.com/cgi-perl/topdf.pl?filename=http://www.afc-link.com/UI/MatchSummary/index2.php?GameID=1790 (enlace roto disponible en Internet Archive; véase el historial, la primera versión y la última). Reporte] | Ali 2' · Muhammad 45+1' · Shafaein 65' · Suksomkit 78' | Asistencia: 100 espectadores Árbitro(s): Ben Williams | Asistencia: 100 espectadores Árbitro(s): Ben Williams |

| 10 de abril de 2007 | Osotsapa FC | 0–0 | Mohun Bagan AC | Royal Thai Army Stadium, Bangkok, Tailandia             |                                                         |
|                     |             | [http://www.afc-link.com/cgi-perl/topdf.pl?filename=http://www.afc-link.com/UI/MatchSummary/index2.php?GameID=1852 (enlace roto disponible en Internet Archive; véase el historial, la primera versión y la última). Reporte] |                | Asistencia: 2000 espectadores Árbitro(s): Yang Zhiqiang | Asistencia: 2000 espectadores Árbitro(s): Yang Zhiqiang |

| 24 de abril de 2007 | Mohun Bagan AC | 1–0     | Osotsapa FC | Salt Lake Stadium, Kolkata, India                          |                                                            |
|                     | Ramírez 43'    | Reporte |             | Asistencia: 18,000 espectadores Árbitro(s): Kwon Jong-Chul | Asistencia: 18,000 espectadores Árbitro(s): Kwon Jong-Chul |

| 24 de abril de 2007 | Tampines Rovers FC          | 2–0     | Pahang FA | Tampines Stadium, Singapur                                   |                                                              |
|                     | Muhammad 32' · Grabovac 70' | Reporte |           | Asistencia: 2,942 espectadores Árbitro(s): Mukhtar Al Yarimi | Asistencia: 2,942 espectadores Árbitro(s): Mukhtar Al Yarimi |

| 8 de mayo de 2007 | Pahang FA | 0–4     | Osotsapa FC                                             | Shah Alam Stadium, Shah Alam, Malasia                      |                                                            |
|                   |           | Reporte | urisai 29' · Jaihan 38' (pen.) 51' · Suntornpanavej 77' | Asistencia: 100 espectadores Árbitro(s): Abdulrahman Abdou | Asistencia: 100 espectadores Árbitro(s): Abdulrahman Abdou |

| 8 de mayo de 2007 | Tampines Rovers FC | 2–0     | Mohun Bagan AC | Tampines Stadium, Singapur                                     |                                                                |
|                   | Shah 34' 66'       | Reporte |                | Asistencia: 2,500 espectadores Árbitro(s): Abdulhameed Ebrahim | Asistencia: 2,500 espectadores Árbitro(s): Abdulhameed Ebrahim |

| 22 de mayo de 2007 | Osotsapa FC                  | 3–0     | Tampines Rovers FC | Royal Thai Army Stadium, Bangkok, Tailandia                 |                                                             |
|                    | Suntornpanavej 64' 82' 90+2' | Reporte |                    | Asistencia: 200 espectadores Árbitro(s): Hiroyoshi Takayama | Asistencia: 200 espectadores Árbitro(s): Hiroyoshi Takayama |

| 22 de mayo de 2007 | Mohun Bagan AC             | 2–0     | Pahang FA | Salt Lake Stadium, Kolkata, India                          |                                                            |
|                    | Bhowmick 12' · Pachuau 69' | Reporte |           | Asistencia: 15,000 espectadores Árbitro(s): Dilovar Orzuev | Asistencia: 15,000 espectadores Árbitro(s): Dilovar Orzuev |

### Mejores segundos lugares
Los dos mejores segundos lugares, uno de los grupos A, B y C; y otro de los grupos D, E y F, clasifican a los cuartos de final.

#### Grupos A, B, C (Zona Centro y Occidental)
| Pos. | Equipo          | Pts. | PJ | G | E | P | GF | GC | Dif. | Clasificación    |
| ---- | --------------- | ---- | -- | - | - | - | -- | -- | ---- | ---------------- |
| 1    | Shabab Al-Ordon | 13   | 6  | 4 | 1 | 1 | 8  | 3  | +5   | Cuartos de final |
| 2    | Al-Muharraq     | 11   | 6  | 3 | 2 | 1 | 10 | 7  | +3   |                  |
| 3    | Dhofar          | 10   | 6  | 3 | 1 | 2 | 4  | 5  | −1   |                  |

 Fuente: 

#### Grupos D, E, F (Zona Oriental, Sur y ASEAN)
| Pos. | Equipo             | Pts. | PJ | G | E | P | GF | GC | Dif. | Clasificación    |
| ---- | ------------------ | ---- | -- | - | - | - | -- | -- | ---- | ---------------- |
| 1    | Mahindra United    | 12   | 6  | 4 | 0 | 2 | 9  | 4  | +5   | Cuartos de final |
| 2    | Mohun Bagan AC     | 11   | 6  | 3 | 2 | 1 | 5  | 3  | +2   |                  |
| 3    | Negeri Sembilan FA | 7    | 6  | 1 | 4 | 1 | 4  | 5  | −1   |                  |

 Fuente: 

## Fase Final
|  | Cuartos de final      | Cuartos de final      | Cuartos de final      |   |                  | Semifinales       | Semifinales       | Semifinales       |  |  | Final                | Final              | Final              |
|  | 18 y 25 de septiembre | 18 y 25 de septiembre | 18 y 25 de septiembre |   |                  | 2 y 23 de octubre | 2 y 23 de octubre | 2 y 23 de octubre |  |  | 2 y 9 de noviembre   | 2 y 9 de noviembre | 2 y 9 de noviembre |
|  |                       |                       |                       |   |                  |                   |                   |                   |  |  |                      |                    |                    |
|  | Mahindra United       | 1                     | 3                     |   |                  |                   |                   |                   |  |  |                      |                    |                    |
|  | Nejmeh SC             | 2                     | 3                     |   |                  |                   |                   |                   |  |  |                      |                    |                    |
|  | Nejmeh SC             | 2                     | 3                     |   | Nejmeh SC        | 1                 | 0                 |                   |  |  |                      |                    |                    |
|  |                       |                       |                       |   | Nejmeh SC        | 1                 | 0                 |                   |  |  |                      |                    |                    |
|  |                       | Shabab Al-Ordon Club  | 0                     | 0 |                  |                   |                   |                   |  |  |                      |                    |                    |
|  | Shabab Al-Ordon Club  | Shabab Al-Ordon Club  | 0                     | 0 | 5                | 0                 |                   |                   |  |  |                      |                    |                    |
|  | Shabab Al-Ordon Club  |                       |                       |   | 5                | 0                 |                   |                   |  |  |                      |                    |                    |
|  | SAF                   | 0                     | 3                     |   |                  |                   |                   |                   |  |  |                      |                    |                    |
|  |                       |                       |                       |   |                  |                   |                   |                   |  |  | Shabab Al-Ordon Club | 1                  | 1                  |
|  |                       |                       | Al-Faisaly Amman      | 0 | 1                |                   |                   |                   |  |  |                      |                    |                    |
|  | Tampines Rovers FC    | 1                     | 2                     |   |                  |                   |                   |                   |  |  |                      |                    |                    |
|  | Al-Faisaly Amman      | 2                     | 5                     |   |                  |                   |                   |                   |  |  |                      |                    |                    |
|  | Al-Faisaly Amman      | 2                     | 5                     |   | Al-Faisaly Amman | 1                 | 2                 |                   |  |  |                      |                    |                    |
|  |                       |                       |                       |   | Al-Faisaly Amman | 1                 | 2                 |                   |  |  |                      |                    |                    |
|  |                       | Al-Wehdat SC          | 1                     | 1 |                  |                   |                   |                   |  |  |                      |                    |                    |
|  | Sun Hei SC            | Al-Wehdat SC          | 1                     | 1 | 0                | 1                 |                   |                   |  |  |                      |                    |                    |
|  | Sun Hei SC            |                       |                       |   | 0                | 1                 |                   |                   |  |  |                      |                    |                    |
|  | Al-Wehdat SC          | 1                     | 3                     |   |                  |                   |                   |                   |  |  |                      |                    |                    |

### Cuartos de final
| Equipo 1        | Agr. | Equipo 2   | Ida | Vuelta |
| --------------- | ---- | ---------- | --- | ------ |
| Mahindra United | 4–5  | Al-Nejmeh  | 1–2 | 3–3    |
| Tampines Rovers | 3–7  | Al-Faisaly | 1–2 | 2–5    |
| Sun Hei SC      | 1–4  | Al-Wahdat  | 0–1 | 1–3    |
| Shabab Al-Ordon | 5–3  | SAF        | 5–0 | 0–3    |

#### Ida
| 18 de septiembre de 2007 | Mahindra United | 1–2 | Al-Nejmeh          | Pandit Jawahar Lal Nehru Stadium, Goa, India                   |                                                                |
|                          | Rafi 47'        | [http://www.afc-link.com/cgi-perl/topdf.pl?filename=http://www.afc-link.com/UI/MatchSummary/index2.php?GameID=2326 (enlace roto disponible en Internet Archive; véase el historial, la primera versión y la última). Reporte] | M. Ghaddar 55' 85' | Asistencia: 1,500 espectadores Árbitro(s): Ali A. A. Al Mutlaq | Asistencia: 1,500 espectadores Árbitro(s): Ali A. A. Al Mutlaq |

| 18 de septiembre de 2007 | Tampines Rovers      | 1–2 | Al-Faisaly                     | Tampines Stadium, Singapur                                    |                                                               |
|                          | Muratovic 41' (pen.) | [http://www.afc-link.com/cgi-perl/topdf.pl?filename=http://www.afc-link.com/UI/MatchSummary/index2.php?GameID=2327 (enlace roto disponible en Internet Archive; véase el historial, la primera versión y la última). Reporte] | Abu Keshek 45+2' · Al-Tall 74' | Asistencia: 2,654 espectadores Árbitro(s): Hiroyoshi Takayama | Asistencia: 2,654 espectadores Árbitro(s): Hiroyoshi Takayama |

| 18 de septiembre de 2007 | Sun Hei SC | 0–1 | Al-Wahdat        | Mong Kok Stadium, Hong Kong                                 |                                                             |
|                          |            | [http://www.afc-link.com/cgi-perl/topdf.pl?filename=http://www.afc-link.com/UI/MatchSummary/index2.php?GameID=2328 (enlace roto disponible en Internet Archive; véase el historial, la primera versión y la última). Reporte] | Abdul-Haleem 83' | Asistencia: 1,200 espectadores Árbitro(s): Yuichi Nishimura | Asistencia: 1,200 espectadores Árbitro(s): Yuichi Nishimura |

| 18 de septiembre de 2007 | Shabab Al-Ordon                                                                      | 5–0 | SAF | King Abdullah Stadium, Amán, Jordania                             |                                                                   |
|                          | Al-Khatib 19' · Abu Touk 52' (pen.) · Al-Saify 60' · Shehdeh 83' · Abu Hash'hash 86' | [http://www.afc-link.com/cgi-perl/topdf.pl?filename=http://www.afc-link.com/UI/MatchSummary/index2.php?GameID=2329 (enlace roto disponible en Internet Archive; véase el historial, la primera versión y la última). Reporte] |     | Asistencia: 1,000 espectadores Árbitro(s): Mohamed Omar Al Saeedi | Asistencia: 1,000 espectadores Árbitro(s): Mohamed Omar Al Saeedi |

#### Vuelta
| 25 de septiembre de 2007 | Al-Nejmeh                                              | 3–3 | Mahindra United                        | Sports City, Beirut, Líbano                                       |                                                                   |
|                          | M. Ghaddar 12' · A. Milas 24' · Bogunovic 90+4' (pen.) | [http://www.afc-link.com/cgi-perl/topdf.pl?filename=http://www.afc-link.com/UI/MatchSummary/index2.php?GameID=2330 (enlace roto disponible en Internet Archive; véase el historial, la primera versión y la última). Reporte] | Minga 33' · Harpreet 64' · Pomeyie 78' | Asistencia: 2,000 espectadores Árbitro(s): Mohamed Omar Al Saeedi | Asistencia: 2,000 espectadores Árbitro(s): Mohamed Omar Al Saeedi |

| 25 de septiembre de 2007 | Al-Faisaly                                                       | 5–2 | Tampines Rovers          | Prince Mohammed Stadium, Zarqa, Jordania                            |                                                                     |
|                          | Al-Shboul 35' · Abu Keshek 42' · Al-Tall 44' 66' · Abu Alieh 69' | [http://www.afc-link.com/cgi-perl/topdf.pl?filename=http://www.afc-link.com/UI/MatchSummary/index2.php?GameID=2331 (enlace roto disponible en Internet Archive; véase el historial, la primera versión y la última). Reporte] | Suksomkit 1' · Peres 14' | Asistencia: 3,000 espectadores Árbitro(s): Tayeb Hasan Shamsuzzaman | Asistencia: 3,000 espectadores Árbitro(s): Tayeb Hasan Shamsuzzaman |

| 25 de septiembre de 2007 | Al-Wahdat                    | 3–1 | Sun Hei SC  | King Abdullah Stadium, Amán, Jordania                      |                                                            |
|                          | Shelbaieh 58' · Deeb 71' 78' | [http://www.afc-link.com/cgi-perl/topdf.pl?filename=http://www.afc-link.com/UI/MatchSummary/index2.php?GameID=2332 (enlace roto disponible en Internet Archive; véase el historial, la primera versión y la última). Reporte] | Giovane 87' | Asistencia: 9,000 espectadores Árbitro(s): Mohamad Mansour | Asistencia: 9,000 espectadores Árbitro(s): Mohamad Mansour |

| 25 de septiembre de 2007 | SAF                                         | 3–0 | Shabab Al-Ordon | Choa Chu Kang Stadium, Singapur                          |                                                          |
|                          | Mustaqim 35' · Noor Ali 54' · Jamil Ali 75' | [http://www.afc-link.com/cgi-perl/topdf.pl?filename=http://www.afc-link.com/UI/MatchSummary/index2.php?GameID=2333 (enlace roto disponible en Internet Archive; véase el historial, la primera versión y la última). Reporte] |                 | Asistencia: 1,528 espectadores Árbitro(s): Yang Zhiqiang | Asistencia: 1,528 espectadores Árbitro(s): Yang Zhiqiang |

### Semifinales
| Equipo 1        | Agr. | Equipo 2  | Ida | Vuelta |
| --------------- | ---- | --------- | --- | ------ |
| Al-Faisaly      | 3–2  | Al-Wahdat | 1–1 | 2–1    |
| Shabab Al-Ordon | 1–0  | Al-Nejmeh | 1–0 | 0–0    |

#### Ida
| 2 de octubre de 2007 | Shabab Al-Ordon | 1–0 | Al-Nejmeh | Estadio Internacional de Amán, Amán, Jordania         |                                                       |
|                      | Al-Saify 8'     | [http://www.afc-link.com/cgi-perl/topdf.pl?filename=http://www.afc-link.com/UI/MatchSummary/index2.php?GameID=2383 (enlace roto disponible en Internet Archive; véase el historial, la primera versión y la última). Reporte] |           | Asistencia: 1,500 espectadores Árbitro(s): Sun Baojie | Asistencia: 1,500 espectadores Árbitro(s): Sun Baojie |

| 3 de octubre de 2007 | Al-Faisaly  | 1–1 | Al-Wahdat     | Estadio Internacional de Amán, Amán, Jordania               |                                                             |
|                      | Al-Tall 43' | [http://www.afc-link.com/cgi-perl/topdf.pl?filename=http://www.afc-link.com/UI/MatchSummary/index2.php?GameID=2380 (enlace roto disponible en Internet Archive; véase el historial, la primera versión y la última). Reporte] | Shelbaieh 71' | Asistencia: 15,000 espectadores Árbitro(s): Ravshan Irmatov | Asistencia: 15,000 espectadores Árbitro(s): Ravshan Irmatov |

#### Vuelta
| 22 de octubre de 2007 | Al-Wahdat      | 1–2 | Al-Faisaly                     | Estadio Internacional de Amán, Amán, Jordania              |                                                            |
|                       | Ali 71' (pen.) | [http://www.afc-link.com/cgi-perl/topdf.pl?filename=http://www.afc-link.com/UI/MatchSummary/index2.php?GameID=2381 (enlace roto disponible en Internet Archive; véase el historial, la primera versión y la última). Reporte] | Abu Keshek 32' · Al-Sheikh 60' | Asistencia: 17,000 espectadores Árbitro(s): Kwon Jong-Chul | Asistencia: 17,000 espectadores Árbitro(s): Kwon Jong-Chul |

| 23 de octubre de 2007 | Al-Nejmeh | 0–0 | Shabab Al-Ordon | Sports City, Beirut, Líbano                             |                                                         |
|                       |           | [http://www.afc-link.com/cgi-perl/topdf.pl?filename=http://www.afc-link.com/UI/MatchSummary/index2.php?GameID=2382 (enlace roto disponible en Internet Archive; véase el historial, la primera versión y la última). Reporte] |                 | Asistencia: 1,000 espectadores Árbitro(s): Mohsen Torky | Asistencia: 1,000 espectadores Árbitro(s): Mohsen Torky |

### Final
| Equipo 1        | Agr. | Equipo 2   | Ida | Vuelta |
| --------------- | ---- | ---------- | --- | ------ |
| Shabab Al-Ordon | 2–1  | Al-Faisaly | 1–0 | 1–1    |

#### Ida
| 2 de noviembre de 2007 | Al-Faisaly | 0–1 | Shabab Al-Ordon | Estadio Internacional de Amán, Amán, Jordania              |                                                            |
|                        |            | [http://www.afc-link.com/cgi-perl/topdf.pl?filename=http://www.afc-link.com/UI/MatchSummary/index2.php?GameID=2596 (enlace roto disponible en Internet Archive; véase el historial, la primera versión y la última). Reporte] | Al-Saify 52'    | Asistencia: 5500 espectadores Árbitro(s): Yuichi Nishimura | Asistencia: 5500 espectadores Árbitro(s): Yuichi Nishimura |

#### Vuelta
| 9 de noviembre de 2007 | Shabab Al-Ordon | 1–1 | Al-Faisaly    | Estadio Internacional de Amán, Amán, Jordania          |                                                        |
|                        | Shehdeh 44'     | [http://www.afc-link.com/cgi-perl/topdf.pl?filename=http://www.afc-link.com/UI/MatchSummary/index2.php?GameID=2597 (enlace roto disponible en Internet Archive; véase el historial, la primera versión y la última). Reporte] | Al-Shboul 13' | Asistencia: 7500 espectadores Árbitro(s): Lee Gi-Young | Asistencia: 7500 espectadores Árbitro(s): Lee Gi-Young |

|                                     |
| Bandera de Jordania                 |
| Campeón Shabab Al-Ordon 1.er título |

## Goleadores
| Pos. | Jugador              | Club                      | Goles |
| ---- | -------------------- | ------------------------- | ----- |
| 1    | Mohammed Ghaddar     | Nejmeh                    | 5     |
| 1    | Odai Al-Saify        | Shabab Al-Ordon           | 5     |
| 3    | Aleksandar Duric     | Singapore Armed Forces FC | 4     |
| 3    | Apipu Suntornpanavej | Osotsapa FC               | 4     |
| 3    | Ashrin Shariff       | Singapore Armed Forces FC | 4     |
| 3    | Awad Ragheb          | Al-Wahdat                 | 4     |
| 3    | Colly Barnes Ezeh    | Sun Hei                   | 4     |
| 3    | Mamedaly Karadanov   | HTTU Aşgabat              | 4     |
| 3    | Lico                 | Sun Hei                   | 4     |
| 10   | Abdulla Al Dakeel    | Al-Muharraq               | 3     |
| 10   | Ashad Ali            | Victory SC                | 3     |
| 10   | Fadi Ghoson          | Al-Ansar                  | 3     |
| 10   | Freddy               | Negeri Sembilan FA        | 3     |
| 10   | Gerard Ambassa Guy   | Happy Valley              | 3     |
| 10   | Mahmoud Shelbaieh    | Al-Wahdat                 | 3     |
| 10   | Mohd Noh Alam Shah   | Tampines Rovers FC        | 3     |
| 10   | Victor               | Sun Hei                   | 3     |
| 10   | Yusif Yakubu         | Mahindra United           | 3     |